# SPAD S.XII
SPAD S.XII hay SPAD 12 là một mẫu máy bay tiêm kích hai tầng cánh của Pháp trong Chiến tranh thế giới I. Được phát triển từ loại SPAD 7.

## Quốc gia sử dụng
Pháp
 Nga /  Liên Xô
- Không quân Đế quốc Nga
- Không quân Liên Xô - Sau chiến tranh.

 Serbia
 Anh Quốc
- Quân đoàn Không quân Hoàng gia

 Hoa Kỳ
- Lực lượng Viễn chinh Hoa Kỳ

 Kingdom of Yugoslavia
- Không quân Hoàng gia Nam Tư - Sau chiến tranh

## Tính năng kỹ chiến thuật (S.XII)
Dữ liệu lấy từ The Complete Book of Fighters 
Đặc điểm tổng quát
- Kíp lái: 1
- Chiều dài: 6,40 m (21 ft 0 in)
- Sải cánh: 8 m (26 ft 3 in)
- Chiều cao: 2,55 m (8 ft 4½ in)
- Diện tích cánh: 20,2 m² (217 ft²)
- Trọng lượng rỗng: 587 kg (1.295 lb)
- Trọng lượng có tải: 883 kg (1.947 lb)
- Trọng lượng cất cánh tối đa: 834 kg (1.840 lb)
- Động cơ: 1 × Hispano-Suiza 8Cb kiểu động cơ V-8 làm mát bằng nước, 164 kW (220 hp)

 Hiệu suất bay 
- Vận tốc cực đại: 203 km/h (110 knot, 126 mph)
- Thời gian bay: 1¾ hr
- Trần bay: 6.850 m [2] (22.470 ft)
- Lên độ cao 2.000 m (6.560 ft): 6 phút 3 giây

Trang bị vũ khí

- Súng: 1 x pháo Puteaux 37 mm, 1 x súng máy Vickers 7,7 mm